# Oscar Sainz
Oscar Alberto Sainz Salinas (San Juan, Argentina; 9 de enero de 1992) es un futbolista argentino. Juega como defensa y su equipo actual es Bentín Tacna Heroica de la Liga 2 de Perú.

## Trayectoria
Su primer equipo fue Desamparados de San Juan.

## Clubes
- Actualizado el 23 de octubre de 2024.

| Club                         | País                | Año                 | PJ  | Goles | Prom. |
| ---------------------------- | ------------------- | ------------------- | --- | ----- | ----- |
| Desamparados                 | Argentina           | 2009 - 2014         | 40  | 1     | 0,02  |
| Ferro Carril Oeste           | Argentina           | 2015                | 22  | 0     | 0,00  |
| Juventud Unida Universitario | Argentina           | 2016                | 18  | 0     | 0,00  |
| Ferro Carril Oeste           | Argentina           | 2016 - 2017         | 14  | 1     | 0,07  |
| Central Córdoba (SdE)        | Argentina           | 2017 - 2018         | 18  | 1     | 0,05  |
| Racing (C)                   | Argentina           | 2018                | 8   | 0     | 0,00  |
| Estudiantes de Mérida        | Venezuela           | 2019                | 36  | 1     | 0,02  |
| Olmedo                       | Ecuador             | 2020                | 20  | 1     | 0,05  |
| Quilmes                      | Argentina           | 2021                | 2   | 0     | 0,00  |
| Técnico Universitario        | Ecuador             | 2021 - 2022         | 18  | 0     | 0,00  |
| Manta F. C.                  | Ecuador             | 2022 - 2023         | 48  | 2     | 0.04  |
| Gualaceo S. C.               | Ecuador             | 2024                | 28  | 3     | 0.11  |
| Total en su carrera          | Total en su carrera | Total en su carrera | 272 | 10    | 0.04  |

## Palmarés

### Campeonatos nacionales
| Título           | Club                  | País      | Año     |
| ---------------- | --------------------- | --------- | ------- |
| Torneo Federal A | Central Córdoba (SdE) | Argentina | 2017-18 |
| Torneo Apertura  | Estudiantes de Mérida | Venezuela | 2019    |